# جورج باترسون (كرة سلة)
جورج باترسون (بالإنجليزية: George Patterson)‏ مواليد 26 نوفمبر 1939 - الوفاة 22 ديسمبر 2003، كان لاعب كرة سلة أمريكي. بدأ مسيرته الاحترافية في سنة 1967. تم اختياره من قبل فريق سكرامنتو كينغز خلال الدرافت. حمل الرقم 20. اعتزل اللعب في 1968.

## روابط خارجية
- جورج باترسون على موقع إن بي أي (الإنجليزية)
- جورج باترسون على موقع سبورتس رفرنس (الإنجليزية)
- جورج باترسون على موقع كلية كرة السلة في سبورتس رفرنس.كوم (الإنجليزية)
- جورج باترسون على موقع ريلجم (الإنجليزية)
- جورج باترسون على موقع بروبوليرز (الإنجليزية)